# Республіка Конго на Чемпіонаті світу з водних видів спорту 2015
Республіка Конго взяла участь у Чемпіонаті світу з водних видів спорту 2015, який пройшов у Казані (Росія) від 24 липня до 9 серпня.

## Плавання
Конголезькі плавці виконали кваліфікаційні нормативи в дисциплінах, які наведено в таблиці (не більш як 2 плавці на одну дисципліну за часом нормативу A, і не більш як 1 плавець на одну дисципліну за часом нормативу B):
Чоловіки
| Спортсмен   | Дисципліна           | Попередній заплив | Попередній заплив | Півфінал        | Півфінал        | Фінал           | Фінал           |
| Спортсмен   | Дисципліна           | Час               | Місце             | Час             | Місце           | Час             | Місце           |
| ----------- | -------------------- | ----------------- | ----------------- | --------------- | --------------- | --------------- | --------------- |
| Роні Бакале | 100 м вільним стилем | 58.64             | 102               | Завершив виступ | Завершив виступ | Завершив виступ | Завершив виступ |
| Дієнов Кока | 50 м вільним стилем  | 28.53             | 108               | Завершив виступ | Завершив виступ | Завершив виступ | Завершив виступ |
| Дієнов Кока | 50 м батерфляєм      | 30.20             | 70                | Завершив виступ | Завершив виступ | Завершив виступ | Завершив виступ |

Жінки
| Спортсменка    | Дисципліна          | Попередній заплив | Попередній заплив | Півфінал         | Півфінал         | Фінал            | Фінал            |
| Спортсменка    | Дисципліна          | Час               | Місце             | Час              | Місце            | Час              | Місце            |
| -------------- | ------------------- | ----------------- | ----------------- | ---------------- | ---------------- | ---------------- | ---------------- |
| Беллор Сангала | 50 м вільним стилем | 35.74             | 104               | Завершила виступ | Завершила виступ | Завершила виступ | Завершила виступ |
| Беллор Сангала | 50 м брасом         | 42.48             | 65                | Завершила виступ | Завершила виступ | Завершила виступ | Завершила виступ |